# Europese kampioenschappen boksen vrouwen 2007
De Europese kampioenschappen boksen 2007 vonden plaats van 15 tot en met 20 oktober 2007 in Vejle, Denemarken. Het toernooi werd georganiseerd onder auspiciën van EABA. In deze zesde editie van de Europese kampioenschappen boksen voor vrouwen streden 137 boksers uit 26 landen om de medailles in dertien gewichtscategorieën.

## Medailles
| Gewichtsklasse              | Goud             | Zilver           | Brons                               |
| --------------------------- | ---------------- | ---------------- | ----------------------------------- |
| Minimumgewicht (– 46 kg)    | Steluța Duță     | Sevda Asenova    | Sofie Molholt Svetlana Gnevanova    |
| Lichtvlieggewicht (– 48 kg) | Mónika Csík      | Lidia Ion        | Derya Aktop Sarah Ourahmoune        |
| Vlieggewicht (– 50 kg)      | Sümeyra Kaya     | Ewelina Pękalska | Diana Timofte Virginie Nave         |
| Supervlieggewicht (– 52 kg) | Viktoria Rudenko | Shipra Nilsson   | Viktoria Usachenko Andrea Gheju     |
| Bantamgewicht (– 54 kg)     | Sofia Ochigava   | Nicola Adams     | Karolina Michalczuk Ludmila Hrytsay |
| Vedergewicht (– 57 kg)      | Elena Gorshkova  | Ingrid Egner     | Malene Nielsen Nagehan Gul          |
| Lichtgewicht (– 60 kg)      | Katie Taylor     | Sandra Brugger   | Yana Zavyalova Aizanat Gadzhieva    |
| Halfweltergewicht (– 63 kg) | Lucie Bertaud    | Klara Svensson   | Yvonne Rasmussen Gülnar Gölçek      |
| Weltergewicht (– 66 kg)     | Irina Poteyeva   | Oliwia Łuczak    | Marichelle de Jong Csilla Csejtei   |
| Halfmiddengewicht (– 70 kg) | Yulia Nemtsova   | Luminita Turcin  | Nurcan Carkci Ewa Gawenda           |
| Middengewicht (– 75 kg)     | Anna Laurell     | Maria Yavorskaya | Olha Novikova Alexandra De Hutten   |
| Halfzwaargewicht (– 80 kg)  | Anna Gladkikh    | Irina Komar      | Selma Yağcı Catalina Stanga         |
| Zwaargewicht (– 86 kg)      | Elena Surkova    | Mária Kovács     | Dinara Zhurgunova Adriana Hosu      |

## Medaillespiegel
| Plaats | Land        | Goud | Zilver | Brons | Totaal |
| 1      | Rusland     | 6    | 1      | 3     | 10     |
| 2      | Roemenië    | 1    | 2      | 4     | 7      |
| 3      | Zweden      | 1    | 2      | 0     | 3      |
| 4      | Oekraïne    | 1    | 1      | 4     | 6      |
| 5      | Hongarije   | 1    | 1      | 1     | 3      |
| 6      | Turkije     | 1    | 0      | 5     | 6      |
| 7      | Frankrijk   | 1    | 0      | 3     | 4      |
| 8      | Ierland     | 1    | 0      | 0     | 1      |
| 9      | Polen       | 0    | 2      | 2     | 4      |
| 10     | Bulgarije   | 0    | 1      | 0     | 1      |
| 10     | Engeland    | 0    | 1      | 0     | 1      |
| 10     | Noorwegen   | 0    | 1      | 0     | 1      |
| 10     | Zwitserland | 0    | 1      | 0     | 1      |
| 14     | Denemarken  | 0    | 0      | 3     | 3      |
| 15     | Nederland   | 0    | 0      | 1     | 1      |
| Totaal | Totaal      | 13   | 13     | 26    | 52     |

## Deelnemende landen
Er deden 137 boksers uit 26 landen mee aan het toernooi.
- België
- Bulgarije
- Denemarken
- Duitsland
- Engeland
- Finland
- Frankrijk
- Griekenland
- Hongarije
- Ierland
- Israël
- Italië
- Kroatië
- Litouwen
- Nederland
- Noorwegen
- Oekraïne
- Polen
- Roemenië
- Rusland
- Spanje
- Tsjechië
- Turkije
- Wales
- Zweden
- Zwitserland